# Hermic Films
Hermic Films fue una productora cinematográfica fundada en 1940 por Manuel Hernández Sanjuán, con más de 200 cortometrajes, la mayoría de ellos documentales,  está considerada como una de las pioneras en el documental colonial.

## Historia
Hermic Films fue fundada en 1940 por Manuel Hernández Sanjuán junto con su socio italiano, Lamberto Micangeli, que regresó a Italia poco después dejando a Sanjuán como único representante. Su nombre comercial es un acróstico compuesto por la primera sílaba de los apellidos de los dos primeros socios con los que contó la empresa, Hernández Sanjuán (Her) y Lamberto Micangeli (Mic). 
La primera película producida por Hermic Films es Primer Amor (1942) de Claudio de la Torre. Esta película se estrena en Barcelona en el cine Alcázar el 23 de enero de 1942 y en Madrid, en el Imperial, en marzo del mismo año.
En 1944, el director general de Marruecos y Colonias, el general José Díaz de Villegas, encargó a la productora la realización de una serie de películas documentales sobre la Guinea Española. El equipo que se desplazó a Guinea, entre 1944 y 1946, estaba formado por el director, Manuel Hernández Sanjuán; el cámara, Segismundo Pérez de Pedro “Segis”; el montador, Luis Torreblanca Ortega; y el guionista y narrador, Santos Núñez Gómez. El resultado de esta expedición cinematográfica, parcialmente subvencionada por la Dirección General de Marruecos y Colonias, fueron 33 cortometrajes propagandísticos y más de 5.500 fotografías.
El 17 de octubre de 1946, a la vuelta de Guinea, José Torreblanca Ortega, Luis Torreblanca Ortega y Santos Núñez Gómez pasan a formar parte de la productora Hermic Films junto a Manuel Hernández Sanjuán. José Torreblanca dejaría la productora en 1950. 
En 1947, y después del éxito obtenido con los documentales de la Guinea Española, el director general de Marruecos y Colonias, el general José Díaz de Villegas, vuelve a encargar a la productora la realización de una serie documental sobre el Marruecos español. La serie acaba compuesta por 22 documentales, 9 de los cuales fueron presentado en el Palacio de la Música de Madrid en 1949.
Todos ellos fueron dirigidos por Manuel Hernández Sanjuán, con guiones de Santos Núñez, fotografía de “Segis” y montaje de Luis Torreblanca, bajo el patrocinio del teniente general José Enrique Varela, Alto Comisariado de España en Marruecos.
Entre 1950 y 1951, producen una serie de documentales sobre el África Occidental Española, rodados en el Ifni y el Sahara Español. 
Hermic Films llega a constituirse en el portavoz cinematográfico oficial de las reivindicaciones colonialistas franquistas. Se trata de la única empresa privada española que tuvo como orientación principal la producción de documentales de carácter etnográfico, lo que la convierte en la responsable de la mayor parte de filmaciones adscribibles al exiguo cine colonial español. Todo y que la mayoría de sus producciones son cortometrajes, hace su incursión en el largometraje con películas como La puerta entornada (España en África Ecuatorial), (1954) de Santos Núñez, y La llamada (1965) de Xavier Seto.
La baja empresarial de Hermic Films se produce en 1977, al subrogar todos sus derechos en A.C.P. Producciones S.A.

## Filmografía
| Año  | Título                                                  | Serie                                                                   |  |
| ---- | ------------------------------------------------------- | ----------------------------------------------------------------------- |  |
| 1941 | Primer amor                                             |                                                                         |  |
| 1943 | Historias de un billete de lotería                      | Fábrica Nacional de Moneda y Timbre                                     |  |
| 1943 | Autodefensa de la perra gorda                           | Fábrica Nacional de Moneda y Timbre                                     |  |
| 1943 | Autobiografía de un billete de banco                    | Fábrica Nacional de Moneda y Timbre                                     |  |
| 1944 | Un sello de correos                                     | Fábrica Nacional de Moneda y Timbre                                     |  |
| 1944 | La reina vencida                                        | Marionetas                                                              |  |
| 1944 | Rapto en palacio                                        | Marionetas                                                              |  |
| 1944 | La venganza del brujo                                   | Marionetas                                                              |  |
| 1944 | Aquel Madrid de Goya                                    |                                                                         |  |
| 1944 | Arte egipcio                                            |                                                                         |  |
| 1944 | Escultura                                               |                                                                         |  |
| 1944 | Evocación del Greco                                     |                                                                         |  |
| 1944 | Oro y espuma                                            |                                                                         |  |
| 1944 | Tiros y pistolas                                        |                                                                         |  |
| 1944 | Pomarada                                                |                                                                         |  |
| 1945 | El pulso de Madrid                                      | Ayuntamiento de Madrid                                                  |  |
| 1945 | La circulación de la sangre                             | Facultad de Medicina de Madrid                                          |  |
| 1945 | Costumbres pamúes                                       | Guinea Española                                                         |  |
| 1945 | En el trópico huele a azahar                            | Guinea Española                                                         |  |
| 1945 | Los espejos del bosque                                  | Guinea Española                                                         |  |
| 1945 | Los gigantes del bosque                                 | Guinea Española                                                         |  |
| 1945 | Tornado                                                 | Guinea Española                                                         |  |
| 1945 | Bajo la lámpara de bosque                               | Guinea Española                                                         |  |
| 1945 | La técnica y la selva                                   | Guinea Española                                                         |  |
| 1945 | Los olivares del ecuador                                | Guinea Española                                                         |  |
| 1945 | Maderas de Guinea                                       | Guinea Española                                                         |  |
| 1945 | Por los países del remoto oriente                       |                                                                         |  |
| 1945 | Tierra de espigas                                       |                                                                         |  |
| 1945 | Mercado de color                                        |                                                                         |  |
| 1945 | Aleluyas del vino                                       |                                                                         |  |
| 1945 | Peines y peinados                                       |                                                                         |  |
| 1945 | Europa en África                                        |                                                                         |  |
| 1945 | Monerías                                                |                                                                         |  |
| 1946 | Gallarta                                                | Gobierno Civil de Vizcaya                                               |  |
| 1946 | Obras son amores                                        | Gobierno Civil de Vizcaya                                               |  |
| 1946 | Hombres de ébano                                        | Guinea Española                                                         |  |
| 1946 | Al andar se hace camino                                 | Guinea Española                                                         |  |
| 1946 | Al pie de las banderas                                  | Guinea Española                                                         |  |
| 1946 | Artesanía Pamue                                         | Guinea Española                                                         |  |
| 1946 | El cayuco y la motonave                                 | Guinea Española                                                         |  |
| 1946 | Fiebre amarilla                                         | Guinea Española                                                         |  |
| 1946 | La gran cosecha                                         | Guinea Española                                                         |  |
| 1946 | Los enfermos de Mikomeseng                              | Guinea Española                                                         |  |
| 1946 | Los habitantes de la selva                              | Guinea Española                                                         |  |
| 1946 | Una cruz en la selva                                    | Guinea Española                                                         |  |
| 1946 | El desierto verde                                       | Guinea Española                                                         |  |
| 1946 | Balele                                                  | Guinea Española                                                         |  |
| 1946 | En las chozas de Nipa                                   | Guinea Española                                                         |  |
| 1946 | Médicos coloniales                                      | Guinea Española                                                         |  |
| 1946 | Misiones de Guinea                                      | Guinea Española                                                         |  |
| 1946 | Yuca                                                    | Guinea Española                                                         |  |
| 1946 | La princesa y el dragón                                 | Marionetas                                                              |  |
| 1946 | Cerrajería artística                                    |                                                                         |  |
| 1946 | El rincón de Rusiñol                                    |                                                                         |  |
| 1946 | El suelo que habitamos                                  |                                                                         |  |
| 1946 | De la selva a la jaula                                  |                                                                         |  |
| 1946 | Animales inteligentes                                   |                                                                         |  |
| 1946 | El noble bruto                                          |                                                                         |  |
| 1946 | Surcos de historia                                      |                                                                         |  |
| 1946 | El río de piedra                                        |                                                                         |  |
| 1947 | El arroz                                                | Comisaría General de Abestecimientos y Transportes                      |  |
| 1947 | El mapa de Guinea                                       | Guinea Española                                                         |  |
| 1947 | En las playas de Ureka                                  | Guinea Española                                                         |  |
| 1947 | Las palmeras y el agua                                  | Guinea Española                                                         |  |
| 1947 | Fernando Poo                                            | Guinea Española                                                         |  |
| 1947 | De la nipa al cemento                                   | Guinea Española                                                         |  |
| 1947 | Tse-tse                                                 | Guinea Española                                                         |  |
| 1947 | Ingenieros del Trópico                                  | Guinea Española                                                         |  |
| 1947 | El cacao de guinea                                      | Guinea Española                                                         |  |
| 1947 | Pobladores del mar: Los invertebrados                   | Museo Océano gráfico de San Sebastián. Ministerio de Educación Nacional |  |
| 1947 | Pobladores del mar: Los vertebrados                     | Museo Océano gráfico de San Sebastián. Ministerio de Educación Nacional |  |
| 1947 | El huésped del cuarto número 13                         |                                                                         |  |
| 1947 | La Alhambra de Washington Irving                        |                                                                         |  |
| 1947 | Petróleo de España                                      |                                                                         |  |
| 1948 | La legión                                               | Marruecos Español                                                       |  |
| 1948 | Nómadas                                                 | Marruecos Español                                                       |  |
| 1948 | Las minas del Uixan                                     | Marruecos Español                                                       |  |
| 1948 | Los novios de piedra                                    | Marruecos Español                                                       |  |
| 1948 | Nocturno en la ciudad santa                             | Marruecos Español                                                       |  |
| 1948 | Relíquias españolas en el Norte de África               | Marruecos Español                                                       |  |
| 1948 | Campamento Varela                                       | Marruecos Español                                                       |  |
| 1948 | Caballería jalifiana                                    | Marruecos Español                                                       |  |
| 1948 | Médicos de Marruecos                                    | Marruecos Español                                                       |  |
| 1948 | Campos rescatados                                       | Marruecos Español                                                       |  |
| 1948 | La ciudad de Sidi el Mandri                             | Marruecos Español                                                       |  |
| 1948 | Enfermos en Ben-Karrich                                 | Marruecos Español                                                       |  |
| 1948 | Cauce de hombres                                        | Marruecos Español                                                       |  |
| 1948 | Nador                                                   | Marruecos Español                                                       |  |
| 1948 | Sinfonía de piedras                                     |                                                                         |  |
| 1948 | Animales en las tierras frías                           |                                                                         |  |
| 1948 | Animales del trópico                                    |                                                                         |  |
| 1948 | Caballos y caballeros                                   |                                                                         |  |
| 1948 | Galopando                                               |                                                                         |  |
| 1948 | Historias de ayer y hoy                                 |                                                                         |  |
| 1948 | Tierra de gigantes                                      |                                                                         |  |
| 1948 | Bromas y veras                                          |                                                                         |  |
| 1949 | Fiesta española                                         | Danzas y canciones españolas                                            |  |
| 1949 | La reina de la luz                                      | Danzas y canciones españolas                                            |  |
| 1949 | Domund                                                  | Dirección Nacional de las Obras Misionales Pontifícias                  |  |
| 1949 | Redención                                               | Ministerio de Justícia                                                  |  |
| 1949 | Infancia rescatada                                      | Ministerio de Trabajo                                                   |  |
| 1949 | Aprendiz de torero                                      | Taurinas                                                                |  |
| 1949 | El torero                                               | Taurinas                                                                |  |
| 1949 | Días de toros                                           | Taurinas                                                                |  |
| 1949 | Toros bravos                                            | Taurinas                                                                |  |
| 1949 | Nómadas                                                 |                                                                         |  |
| 1949 | El astillero                                            |                                                                         |  |
| 1950 | Jaimas                                                  | Ifni y Sahara                                                           |  |
| 1950 | Los grupos nómadas                                      | Ifni y Sahara                                                           |  |
| 1950 | Fiesta en Ifni                                          | Ifni y Sahara                                                           |  |
| 1950 | Mayos de Albarracín                                     |                                                                         |  |
| 1951 | La colonia penitenciaria del Dueso                      | Cifesa                                                                  |  |
| 1951 | La tierra de Teruel                                     | Cifesa                                                                  |  |
| 1951 | El correo de Dios                                       | Dirección Nacional de las Obras Misionales Pontifícias                  |  |
| 1951 | Las ciudades del Sahara Español                         | Ifni y Sahara                                                           |  |
| 1951 | El territorio de Ifni                                   | Ifni y Sahara                                                           |  |
| 1951 | Sidi Ifni                                               | Ifni y Sahara                                                           |  |
| 1951 | Marruecos en la paz                                     | Marruecos Español                                                       |  |
| 1951 | Soldados de Marruecos                                   | Marruecos Español                                                       |  |
| 1951 | La Pascua del cordero                                   | Marruecos Español                                                       |  |
| 1951 | Tierras recobradas                                      | Marruecos Español                                                       |  |
| 1951 | Campos y minas                                          | Marruecos Español                                                       |  |
| 1951 | Más allá del estrecho                                   | Marruecos Español                                                       |  |
| 1951 | Caminos de Mogreb                                       | Marruecos Español                                                       |  |
| 1951 | Tierras de morería                                      | Marruecos Español                                                       |  |
| 1951 | Herencia Imperial (África y los Reyes Católicos)        | Ministerio Educación Nacional                                           |  |
| 1951 | Secretos de la vida                                     | Ministerio Educación Nacional                                           |  |
| 1951 | Seida en su XXV aniversario                             |                                                                         |  |
| 1951 | Vida submarina                                          |                                                                         |  |
| 1951 | Paisajes levantinos                                     |                                                                         |  |
| 1951 | Pilotos civiles                                         |                                                                         |  |
| 1951 | La vida de María                                        |                                                                         |  |
| 1952 | Nuevas industrias de España                             | MAFE                                                                    |  |
| 1952 | Paisajes levantinos                                     |                                                                         |  |
| 1952 | Soldados al volante                                     |                                                                         |  |
| 1952 | El pueblo del Montse Sagrado                            |                                                                         |  |
| 1952 | Aromas de Andalucía                                     |                                                                         |  |
| 1952 | La guitarra muda                                        |                                                                         |  |
| 1953 | Tres palabras                                           | Cifesa                                                                  |  |
| 1953 | Lepra en Guinea                                         | Guinea Española                                                         |  |
| 1953 | Misión sanitaria en Guinea                              | Guinea Española                                                         |  |
| 1953 | Al alcance de la mano                                   |                                                                         |  |
| 1953 | Desde la barrera                                        |                                                                         |  |
| 1953 | Baile Español                                           |                                                                         |  |
| 1953 | El país de la marimba                                   |                                                                         |  |
| 1953 | Viajando por Costa Rica                                 |                                                                         |  |
| 1954 | Los santos signos                                       | Cifesa                                                                  |  |
| 1954 | Danzas de España en el trópico                          | Guinea Española                                                         |  |
| 1954 | A Guinea llega la marina                                | Guinea Española                                                         |  |
| 1954 | La puerta entornada (España en África ecuatorial)       | Ministerio Educación Nacional                                           |  |
| 1954 | Patronato Juan de la Cierva                             | Patronato                                                               |  |
| 1954 | Cacería en el prado                                     |                                                                         |  |
| 1954 | Costumbres de Oriente                                   |                                                                         |  |
| 1954 | En la India romántica                                   |                                                                         |  |
| 1954 | Viajando por la India                                   |                                                                         |  |
| 1954 | Curiosidades de los insectos                            |                                                                         |  |
| 1955 | Combustibles de aviación                                |                                                                         |  |
| 1955 | Fiesta aldeana                                          |                                                                         |  |
| 1955 | Peregrinos eternos                                      |                                                                         |  |
| 1955 | Fiesta del fuego                                        |                                                                         |  |
| 1955 | Romance de una batalla                                  |                                                                         |  |
| 1956 | La siembra milagrosa                                    | Guinea Española                                                         |  |
| 1956 | Escala en Guinea                                        | Guinea Española                                                         |  |
| 1956 | Los hijos de Agar                                       | Ifni y Sahara                                                           |  |
| 1956 | Truchas y salmones                                      | NO-DO                                                                   |  |
| 1956 | San Antonio de la Florida                               | NO-DO                                                                   |  |
| 1956 | Como se repite una ciudad                               | NO-DO                                                                   |  |
| 1956 | Costas del sur                                          |                                                                         |  |
| 1956 | Boda de príncipes de Montecarlo                         |                                                                         |  |
| 1956 | Piedras preciosas                                       |                                                                         |  |
| 1956 | Animales salvajes                                       |                                                                         |  |
| 1956 | Los plantígrados                                        |                                                                         |  |
| 1956 | Los cuadrúmanos                                         |                                                                         |  |
| 1956 | Temple de raza                                          |                                                                         |  |
| 1957 | Fermentaciones industriales                             | Patronato                                                               |  |
| 1957 | Música para un jardín                                   |                                                                         |  |
| 1957 | Barreinos diésel                                        |                                                                         |  |
| 1958 | El papel, base del billete de banco                     |                                                                         |  |
| 1958 | Sevilla-Betis                                           |                                                                         |  |
| 1958 | El milagro de Lourdes                                   |                                                                         |  |
| 1958 | Interactividad Cine 1.ª                                 |                                                                         |  |
| 1958 | Los sitiados                                            |                                                                         |  |
| 1958 | La Mancha                                               |                                                                         |  |
| 1958 | Visita a Ceuta                                          |                                                                         |  |
| 1958 | Carlos V, defensor de Occidente                         |                                                                         |  |
| 1958 | Rusadir, Melilla actual                                 |                                                                         |  |
| 1958 | Patos en la albufera                                    |                                                                         |  |
| 1959 | El mensaje de la medalla                                |                                                                         |  |
| 1959 | Toledo, otra vez por el emperador                       |                                                                         |  |
| 1959 | El noveno                                               |                                                                         |  |
| 1959 | La Graciosa es una isla                                 |                                                                         |  |
| 1959 | En los montes de Toledo                                 |                                                                         |  |
| 1959 | Sonata gallega                                          |                                                                         |  |
| 1960 | Bailes de Galicia                                       |                                                                         |  |
| 1960 | Fuego en Castilla (Tactilvisión del páramo del espanto) |                                                                         |  |
| 1960 | A Rapa das bestas                                       |                                                                         |  |
| 1960 | Moto-cross                                              |                                                                         |  |
| 1960 | Más vale tarde que nunca                                |                                                                         |  |
| 1960 | El mundo de Solana                                      |                                                                         |  |
| 1961 | Quince reinas                                           |                                                                         |  |
| 1961 | Velázquez y su Época                                    |                                                                         |  |
| 1961 | Detrás de la muralla                                    |                                                                         |  |
| 1961 | El mensaje del sello                                    |                                                                         |  |
| 1961 | Játiva milenaria                                        |                                                                         |  |
| 1961 | Panorama filatélico                                     |                                                                         |  |
| 1961 | Torerillos                                              |                                                                         |  |
| 1962 | La buena suerte                                         |                                                                         |  |
| 1962 | La paleta de Velázquez                                  |                                                                         |  |
| 1962 | Sacromonte (Granada)                                    |                                                                         |  |
| 1962 | Idilo en Ibiza                                          |                                                                         |  |
| 1962 | Cuando nace el vino                                     |                                                                         |  |
| 1962 | Pintura española                                        |                                                                         |  |
| 1964 | Domingo de julio                                        |                                                                         |  |
| 1964 | Los seis días                                           |                                                                         |  |
| 1964 | Sevilla otro año                                        |                                                                         |  |
| 1964 | Un escenario blanco                                     |                                                                         |  |
| 1964 | Viaje por un 7 de julio                                 |                                                                         |  |
| 1964 | Vivir en Castilla                                       |                                                                         |  |
| 1964 | La fórmula secreta                                      |                                                                         |  |
| 1965 | Invitación a España                                     |                                                                         |  |
| 1965 | La llamada                                              |                                                                         |  |
| 1967 | Contorno de España en fiestas                           |                                                                         |  |
| 1967 | Fiestas vascas                                          |                                                                         |  |
| 1968 | Destino España                                          |                                                                         |  |
| 1969 | Invernar en España                                      |                                                                         |  |
| 1969 | Por agua, tierra, aire y fuego                          |                                                                         |  |
| 1970 | Color de España                                         |                                                                         |  |
| 1970 | España en primavera                                     |                                                                         |  |
| 1970 | Nido de hierro                                          |                                                                         |  |
| 1971 | La trucha en España                                     |                                                                         |  |
| 1972 | El mapa del tiempo                                      |                                                                         |  |

## Premios
- Premio Nacional de Cinematografía al cortometraje Tiros y pistolas de Hermic Films. Premios Cinematográficos del Sindicato Nacional del Espectáculo, 1944.
- Premios Nacionales de Cinematografía de 20.000 pesetas a los cortometrajes Los gigantes del bosque (serie de Guinea Española) y La circulación de la sangre (serie de divulgación científica). Premios cinematográfico del Sindicato Nacional del Espectáculo, 1945.
- Premio Nacional de Cinematografía al cortometraje Fiebre amarilla. Premio ejército de 15.000 pesetas a Al pie de las banderas de Hermic Films. Premios Cinematográficos del Sindicato Nacional del Espectáculo, 1946.
- Concesión del título de película de interés nacional a La gran cosecha y a Al pie de las banderas de Hermic Films, a propuesta de la Junta Superior de Orientación Cinematográfica, 1946.
- Dos primeros premios de 20.000 pesetas a los cortometrajes Las palmeras y el agua y La alhambra de Irwing Washington de Hermic Films. Segundo premio de 10.000 pesetas al cortometraje Tse-Tse de Hermic Films. Dos accésits de 8.000 pesetas a Invertebrados y En las playas de Eureka de Hermic Films.  Premios cinematográficos del Sindicato Nacional del Espectáculo, 1947.
- Premios especial de 10.000 pesetas al documental Campamento Varela. Premio concedido por el Alto Comisariado de España en Marruecos, 1949.
- “Premio Ejército” de Cinematografía para la productora Hermic Film por el documental Los grupos nómadas, de 1950.
- Segundo premio de documentales al cortometraje Toledo, otra vez por el emperador, de Hermic Films, concesión de los Premios Cinematográficos Sindicales de 1960.
- Premio instituido por la Dirección General de Tributos Especiales, de 25.000 pesetas, para el cortometraje La buena suerte de Hermic Films. 1963
- Primer premio de 300.000 pesetas en 1965 a la mejor película de 35 milímetros a Invitación a España de Hermic Films.
- Premio nacional de turismo de 150.000 pesetas al cortometraje Invernar en España de Hermic Films. 1969.
- Tercer premio de cortometraje a Nido de Hierro, de Hermic Film, concesión de los Premios Cinematográficos Sindicales de 1970.